# 美國正義協會
美國正義協會（亦称为JSA）是由DC漫画出版美国漫画书中出现的一支虚构超级英雄战队。美國正義協會最初由编辑谢尔顿·梅耶和作家加德纳·福克斯构想。JSA最早亮相于《全明星漫画》第3期（1940年冬～1941年），并成为了漫画书中出现的首个超级英雄團队。

## 出版
JSA战队最初十分受欢迎，但1940年代后期随着超级英雄漫画的没落，JSA历险记连载到第57期也就终止了（1951年三月）。在此后的十年间，JSA中的成员就一直未在漫画书中出现过，直到1961年九月，初代闪电侠才在《闪电侠》第123期中复出，在该期漫画中同时出现了新版闪电侠角色。在漫画的白银时代，DC漫画公司对多个正义協会成员进行了重塑并将它们整合到美国正义联盟之中，之后又将正義協會安放在“地球2”上而将正义联盟安放在“地球1”上。这样的多元宇宙设定使1963年到1985年之間的跨维度多战队组合得以实现。如《全明星中队》、《无限公司》和新版《全明星漫画》等新系列重点推出JSA、JSA成员的儿女和JSA成员的继承人。这些期刊负责阐述漫画角色身上的诸多问题现象，如漫画角色为何不变老、漫画角色间辈份为何存在差异以及白银时代和后续时代在故事情节中的冲突。
在1985年的《无限地球上的危机》有限系列中，DC漫画公司将公司的多个备用宇宙合并为一个，将JSA的成员安排为公司现代角色的二战时期前辈。DC公司在1999年到2006年间发行了名为《JSA》的系列，又在2007年到2011年间发行了名为《美国正義協會》（Justice Society of America）的系列。作为DC漫画《新52》的一部分，该战队是以未命名的版本出现在《地球2》（Earth 2，2012年～2015年）连载系列和《地球2：協會》（Earth 2: Society，2015年～）中。

## 其他媒體

### 電影
- DC擴展宇宙
  - 《黑亞當》（2022年）：成员包括鹰侠、原子粉碎者（英语：Albert Rothstein）、命运博士和旋風（英语：Cyclone (DC Comics)）。

### 電視劇
- 《超人前传》：在2010年2月5日播出的第九季第11集名为《绝对正义》（Absolute Justice）的两小时连放集里出场，出场成员包括鹰侠、逐星女、命运博士、闪星小子和初代睡魔，和克拉克·肯特和奥利弗·奎因为首义侠组织联手对抗将棋会的杀手“冰柱”。其他正义协会成员则以录像文献和壁画的形式间接展现。
- 《明日傳奇》：1942年的美國正義協會於第二季登場[1]，成員包括鋼鐵司令官、午夜神醫、逐星女、雌狐、黑曜石、時間俠。
- 《逐星女》

### 腳註
1. ↑  
《明日传奇》第二季今晚首播 论草根英雄如何穿越时间线打败混世大魔王 （页面存档备份，存于） 2017.10.16 搜狐